# Marie-France Jean-Georges
Marie-France Jean-Georges (tudi Jeangeorges), francoska alpska smučarka, * 17. januar 1949.
Ni nastopila na olimpijskih igrah ali svetovnih prvenstvih. V svetovnem pokalu je tekmovala štiri sezone med letoma 1967 in 1970 ter dosegla eno uvrstitev na stopničke v veleslalomu. V skupnem seštevku svetovnega pokala je bila najvišje na dvajsetem mestu leta 1970, ko je bila tudi dvanajsta v veleslalomskem seštevku.